# Anne de Rupplémont
Anne de Rupplémont (parfois Ruplemont) née vers 1583 et décédée en 1640 à Namur (Belgique) est une dame bourgeoise et philanthrope de Namur. Elle est la fondatrice d’une célèbre « école dominicale pour les pauvres » de la ville. 

## Biographie
Née aux environs de 1583, Anne est la fille de Hubert de Rupplémont, un prospère maître de forges de la vallée du Samson.  
En 1603, Anne de Rupplémont se marie à un Namurois, Pierre Pasquet (dit Huet), fils d’échevin, dont elle a un fils, Jean (ou Pierre ?) Huet, qui deviendra jésuite en 1523 (et plus tard vice-recteur du collège de Namur).
En 1610, après sept ans de mariage, Anne perd son mari. C’est alors que la jeune veuve, âgée de 27 ans, donne toute la mesure de sa personnalité. Elle gère remarquablement le patrimoine familial hérité de son mari qui comprend des biens immobiliers dans la ville de Namur (avec immeubles place de l’Ange et rue des Fossés) et investit avec son beau-frère dans une mine de plomb à Vedrin qui est promise à un bel avenir.
Dynamique, pieuse et généreuse, Anne de Rupplémont se préoccupe de l’éducation des filles et surtout de l’instruction des enfants pauvres. Elle fait venir à Namur les religieuses annonciades et les installe dans sa propriété de la rue des Fossés. 
Par testament signé en 1638, Anne de Rupplémont divise son héritage en trois parts : pour la Compagnie de Jésus (et son fils), pour les religieuses annonciades et pour les pauvres (dont elle s’est toujours fort occupée). Avec cette troisième part est fondée l’Escholle dominicale pour les pauvres. Anne de Rupplémont meurt à Namur en 1640. 

## L’escholle dominicale
Cinq ans plus tard, à Pâques 1645, son école est ouverte à l’hôpital Saint-Jacques. Elle est transférée en 1660 dans ce qui est aujourd’hui le no 20 de la rue Rupplémont. Elle est supervisée par les pères du collège des Jésuites qui n’est pas loin. Au fronton de la remarquable porte d’entrée, on peut encore lire aujourd’hui l’inscription « Escholle dominicale pour les pauvres 1660 ».
L’école a un grand succès. Les enfants pauvres n’étant libres que le dimanche - en marge de la messe -, l’enseignement qu’ils recevaient n’était pas uniquement religieux (catéchisme), mais comprenait également une éducation de base avec alphabétisation.   
Lorsque les Jésuites durent quitter Namur (1773), l’école fut reprise par le clergé séculier puis, en 1807, par le « bureau de bienfaisance » de la ville de Namur. Une circulaire de ce bureau, datée du 8 décembre 1861, nous apprend que les élèves de l’école sont au nombre de 300 environ. Adressée aux cafetiers de la ville, la circulaire fait appels aux aumônes (des troncs se trouvent dans les cafés) pour fournir vêtements et chaussures aux enfants qui fréquentent l’école.  
En 1868, la ville reconnaît Anne de Rupplémont comme grande bienfaitrice en donnant son nom à la rue où se trouve son école.   
Au début du XXe siècle, l’école fusionne avec une autre. La tradition ancienne continue jusqu’en ce xxie siècle cependant, par une école de devoirs (Escholle des devoirs), dirigée par l’institut des Sœurs de Sainte-Marie, qui s’y trouve ainsi que d’autres œuvres sociales.
Les Rèlîs Namurwès y ont disposé d'un local dans les années 1950.